# Paypayrola
Genre
Synonymes
Selon GBIF (11 mai 2022) :
- Hekkingia H.E.Ballard & Munzinger
- Lignonia Scop.
- Payrola Juss.
- Periclistia Benth.
- Wibelia Pers.

Paypayrola est un genre de plantes à fleurs de la famille des Violaceae, comprenant 9 à 11 espèces néotropicales, et dont l'espèce type est Paypayrola guianensis Aubl., 1775. 

## Protologue
En 1775, le botaniste Aublet propose le protologue suivant : 
« PAYPAYROLA. (Tabula 99.)

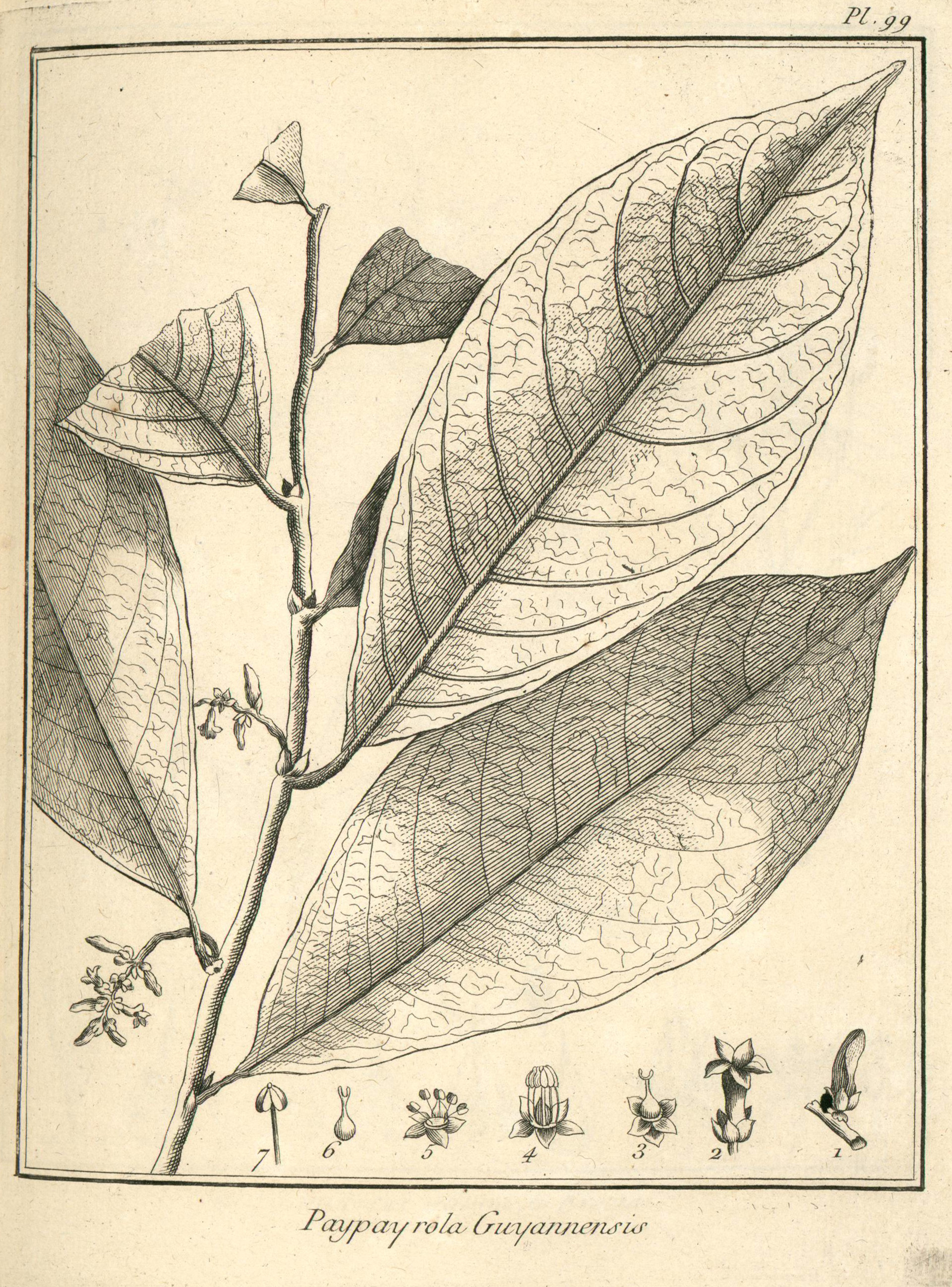
Paypayrola guianensis d'après Aublet
Planche 99 : On a groſſi les parties de la fleur qui eſt fort petite. - 1. Bouton de fleur. - 2. Fleur épanouie. - 3. Calice. Piſtil. - 4. Calice. Diſque, diamines. Piſtil. - 5. Calice, étamines. Diſque. - 6. Ovaire. Style. Stigmate. - 7. Étamine.

CAL. Perianthium monophyllum, quinquepartitum, laciniis ſubrotundis, acutis. 
COR. Petala quinque, oblonga, anguſta, erecta, ſimùl unita, tubum mentientia ; apicibus rerlexis, uno majori, emarginato ; diſco infrà germen inſerta. 
STAM. Filamenta quinque, erecta, diſco inſerta. Antheræ oblongæ, coalitæ, biloculares. 
PIST. Germen ſubrotundum, diſco inſidens. Stylus longus. Stigma bilobum. 
PER. biloculare. . . . 

SEM. . . . »
— Fusée-Aublet, 1775.

## Liste d'espèces
Selon GBIF (11 mai 2022) :
- Paypayrola arenacea Aymard & G.A.Romero
- Paypayrola blanchetiana Tul.
- Paypayrola bordenavei (H.E.Ballard & Munzinger) Byng & Christenh.
- Paypayrola brasiliensis (Spreng.) Steud.
- Paypayrola confertiflora Tul.
- Paypayrola grandiflora Tul.
- Paypayrola guianensis Aubl.
- Paypayrola hulkiana Pulle
- Paypayrola longifolia Tul.

Selon Tropicos (11 mai 2022) (Attention liste brute contenant possiblement des synonymes) :
- Paypayrola arenacea Aymard & G.A. Romero, 2014
- Paypayrola blanchetiana Tul., 1847
- Paypayrola brasiliensis Steud.
- Paypayrola confertiflora Tul., 1847
- Paypayrola glazioviana Taub., 1892
- Paypayrola grandiflora Tul., 1847
- Paypayrola guianensis Aubl., 1775
- Paypayrola hulkiana Pulle, 1912
- Paypayrola longifolia Tul., 1847
- Paypayrola sprengelii Tul., 1847
- Paypayrola ventricosa Tul., 1849